# Livistona mariae
Espèce
Classification phylogénétique
Statut de conservation UICN

 CD  : Dépendant de la conservation
(appellation d’avant 2001)
Le palmier chou d'Australie centrale (Livistona mariae) est une espèce de plantes qui appartient à la grande famille des Arecaceae (palmiers). Il ne se trouvait au départ que dans la Palm Valley, dans le Territoire du Nord en Australie. Il est cultivé dans de nombreux pays car décoratif avec ses feuilles rouges chez les jeunes plantes.